# Hualañé
Hualañé est une ville et une commune du Chili faisant partie de la province de Curicó elle-même rattachée à la région du Maule.

## Géographie

### Situation
La commune de Hualañé est située dans la cordillère de la Côte. L'agglomération principale de la commune, la ville de Hualañé, est construite sur la rive sud du rio Mataquito. Hualañése se trouve à 199 kilomètres à vol d'oiseau au sud de la capitale Santiago et à 52 kilomètres au nord-ouest de Talca, capitale de la région du Maule.

### Démographie
En 2012, la population de la commune s'élevait à 9 977 habitants (9 741, en 2002). La superficie de la commune est de 629 km2 (densité de 15 hab./km2)

Position de Hualañé (en rouge) au sein de la région du Maule.